# Championnats du monde de taekwondo 1987
Les Championnats du monde de taekwondo 1987 se sont déroulés du 7 au 11 octobre au Palau Municipal D’esports de Barcelone (Espagne).
Cette édition est la première de l'histoire de la discipline à comporter des épreuves féminines.
Les catégories de poids représentées sont d'ailleurs aussi nombreuses chez les hommes et chez les femmes, à savoir 8 soit un total de 16 épreuves
La fréquentation reste stable par rapport à l'édition précédente si l'on ne prend en compte que les épreuves masculines, et augmente bien évidemment du fait des épreuves féminines.
63 nations (contre 62) sont représentées par 292 athlètes masculins (contre 280), 142 athlètes féminines et 46 arbitres internationaux (contre 42) . 

## Faits remarquables

### La Corée garde la mainmise chez les hommes
Comme pour les deux éditions précédentes, seulement deux titres ont échappé aux Coréens :
- La catégorie des poids plumes, remportée par Lee Chian-Hsiang (Chine Taipei)
- La catégorie des poids lourds remportée par Michael Arndt (RFA).

### Mais les compétitions féminines sont plus ouvertes
Seuls 3 des 8 titres féminins sont remportés par les athlètes coréennes. Si celles-ci finissent malgré tout la compétition comme meilleure nation féminine, elles sont devancées en nombre de médailles par l'équipe féminine de la Chine Taipei et talonnées par les Espagnoles et les Américaines.

### Des champions qui confirment
- Le Coréen Kook Hyun Jeong conserve son titre dans la catégorie des Welters.
- Les Mexicains reprennent la médaille d'argent chez les plus légers masculins et en font de même chez les féminines : signe que cette nation domine le monde hors Corée dans les plus petits gabarits.

## Podiums

### Hommes
| Event                                  | Or               | Argent            | Bronze              |
| -------------------------------------- | ---------------- | ----------------- | ------------------- |
| Poids Fin (fourchette non précisée)    | Sung-Wook Lim    | Enrique Torroella | Dae Sung Lee        |
| Poids Fin (fourchette non précisée)    | Sung-Wook Lim    | Enrique Torroella | Bidham Lama         |
| Poids mouche (fourchette non précisée) | Chang-Mo Kang    | Budi Setiawan     | Geremia Di Costanzo |
| Poids mouche (fourchette non précisée) | Chang-Mo Kang    | Budi Setiawan     | Bathily Youness     |
| Poids coq (fourchette non précisée)    | Myung-Sik Yoo    | Bezch Nakhr       | Nuno Damaso         |
| Poids coq (fourchette non précisée)    | Myung-Sik Yoo    | Bezch Nakhr       | Alfie Dell'orso     |
| Poids plume (fourchette non précisée)  | Lee Chian-Hsiang | Luis Torner       | Mustafa Elmali      |
| Poids plume (fourchette non précisée)  | Lee Chian-Hsiang | Luis Torner       | Chris Spence        |
| Poids léger (fourchette non précisée)  | Dae-Seung Yang   | Jesus Tortosa     | Steve Capener       |
| Poids léger (fourchette non précisée)  | Dae-Seung Yang   | Jesus Tortosa     | Georg Streif        |
| Poids Welter (fourchette non précisée) | Kook Hyun Jeong  | John Wright Díaz  | Torsten Gernhardt   |
| Poids Welter (fourchette non précisée) | Kook Hyun Jeong  | John Wright Díaz  | Jay Warwick         |
| Poids moyens (fourchette non précisée) | Gye-Haeng Lee    | Francisco Jimenez | Hebb Perez          |
| Poids moyens (fourchette non précisée) | Gye-Haeng Lee    | Francisco Jimenez | Ammar Sbeiti        |
| Poids lourds (fourchette non précisée) | Michael Arndt    | Jimmy Kim         | Carmelo Medina      |
| Poids lourds (fourchette non précisée) | Michael Arndt    | Jimmy Kim         | Mounir Boukrouh     |

### Femmes
| Catégorie                              | Or             | Argent          | Bronze            |
| -------------------------------------- | -------------- | --------------- | ----------------- |
| Poids Fin (fourchette non précisée)    | Ei Suk Jang    | Monica Torres   | Rosa Moreno       |
| Poids Fin (fourchette non précisée)    | Ei Suk Jang    | Monica Torres   | Chin Yu Fang      |
| Poids mouche (fourchette non précisée) | Pai Yun Yiao   | Young Lee       | Ginean Hatter     |
| Poids mouche (fourchette non précisée) | Pai Yun Yiao   | Young Lee       | Antonia Cayetano  |
| Poids coq (fourchette non précisée)    | Tennur Yerlhsu | Josefina Lopez  | Margarita Ogarrio |
| Poids coq (fourchette non précisée)    | Tennur Yerlhsu | Josefina Lopez  | Torng Ya Lin      |
| Poids plume (fourchette non précisée)  | So young Kim   | Sotson Kim      | Zuleyha Tan       |
| Poids plume (fourchette non précisée)  | So young Kim   | Sotson Kim      | Anne Christensen  |
| Poids léger (fourchette non précisée)  | Eun Young Lee  | Hsien Feng Lien | Brigitte Evanno   |
| Poids léger (fourchette non précisée)  | Eun Young Lee  | Hsien Feng Lien | Elena Navaz       |
| Poids Welter (fourchette non précisée) | Coral Bistuer  | Jee Sook Kim    | Tessa Gordon      |
| Poids Welter (fourchette non précisée) | Coral Bistuer  | Jee Sook Kim    | Tang Huey Ting    |
| Poids moyens (fourchette non précisée) | De Jongh M.    | Wang Chih Yu    | Sharon Jewell     |
| Poids moyens (fourchette non précisée) | De Jongh M.    | Wang Chih Yu    | Biegger Angelika  |
| Poids lourds (fourchette non précisée) | Lynette Love   | Liu Yi Ling     | Yung Jung Chang   |
| Poids lourds (fourchette non précisée) | Lynette Love   | Liu Yi Ling     | Buys A.           |

## Tableau des médailles
| Rang | Nation               | Or | Argent | Bronze | Total |
| ---- | -------------------- | -- | ------ | ------ | ----- |
| 1    | Corée du Sud         | 9  | 2      | 1      | 12    |
| 2    | Taipei chinois       | 2  | 3      | 3      | 8     |
| 3    | Espagne              | 1  | 5      | 4      | 10    |
| 4    | États-Unis           | 1  | 2      | 7      | 10    |
| 5    | Turquie              | 1  | 1      | 2      | 4     |
| 6    | Allemagne de l'Ouest | 1  | 0      | 3      | 4     |
| 7    | Pays-Bas             | 1  | 0      | 1      | 2     |
| 8    | Mexique              | 0  | 2      | 1      | 3     |
| 9    | Indonésie            | 0  | 1      | 0      | 1     |
| 10   | France               | 0  | 0      | 2      | 2     |
| 11   | Australie            | 0  | 0      | 1      | 1     |
| 11   | Canada               | 0  | 0      | 1      | 1     |
| 11   | Côte d'Ivoire        | 0  | 0      | 1      | 1     |
| 11   | Danemark             | 0  | 0      | 1      | 1     |
| 11   | Italie               | 0  | 0      | 1      | 1     |
| 11   | Jordanie             | 0  | 0      | 1      | 1     |
| 11   | Népal                | 0  | 0      | 1      | 1     |
| 11   | Suisse               | 0  | 0      | 1      | 1     |

## Classement des équipes
| Rang | Pays                 | Or | Argent | Bronze |
| ---- | -------------------- | -- | ------ | ------ |
| 1    | Corée du Sud         | 6  | 0      | 0      |
| 2    | Allemagne de l'Ouest | 1  | 0      | 2      |
| 3    | Taipei chinois       | 1  | 0      | 0      |
| 4    | Espagne              | 0  | 4      | 1      |
| 5    | États-Unis           | 0  | 1      | 5      |
| 6    | Turquie              | 0  | 1      | 1      |
| 7    | Mexique              | 0  | 1      | 0      |
| 7    | Indonésie            | 0  | 1      | 0      |
| 9    | Australie            | 0  | 0      | 1      |
| 9    | Côte d'Ivoire        | 0  | 0      | 1      |
| 9    | France               | 0  | 0      | 1      |
| 9    | Italie               | 0  | 0      | 1      |
| 9    | Jordanie             | 0  | 0      | 1      |
| 9    | Népal                | 0  | 0      | 1      |
| 9    | Suisse               | 0  | 0      | 1      |

| Rang | Pays                 | Or | Argent | Bronze |
| ---- | -------------------- | -- | ------ | ------ |
| 1    | Corée du Sud         | 3  | 2      | 1      |
| 2    | Taipei chinois       | 1  | 3      | 3      |
| 3    | Espagne              | 1  | 1      | 3      |
| 4    | États-Unis           | 1  | 1      | 2      |
| 5    | Pays-Bas             | 1  | 0      | 1      |
| 5    | Turquie              | 1  | 0      | 1      |
| 7    | Mexique              | 0  | 1      | 1      |
| 8    | Canada               | 0  | 0      | 1      |
| 8    | Danemark             | 0  | 0      | 1      |
| 8    | France               | 0  | 0      | 1      |
| 8    | Allemagne de l'Ouest | 0  | 0      | 1      |